# یاراچ (استان لهستان بزرگ‌تر)
یاراچ (به لاتین: Jaracz) یک روستا در لهستان است که در Gmina Rogoźno واقع شده‌است.